# Emerald Forest and the Blackbird
Emerald Forest and the Blackbird – piąty studyjny album fińskiego zespołu doom metalowego Swallow the Sun. Album został wydany 1 lutego 2012 roku.

## Lista utworów
1. „Emerald Forest and the Blackbird” – 9:58
2. „This Cut is the Deepest” – 5:21
3. „Hate, Lead the Way!” – 6:14
4. „Cathedral Walls” (ft. Anette Olzon) – 6:54
5. „Hearts Wide Shut” – 5:56
6. „Silent Towers” – 4:01
7. „Labyrinth of London (Horror pt. IV)” – 8:29
8. „Of Death and Corruption” – 5:00
9. „April 14th” – 8:29
10. „Night Will Forgive Us” – 6:41

## Twórcy
Źródło

- Mikko Kotamäki – wokal
- Juha Raivio – gitara
- Markus Jämsen – gitara
- Matti Honkonen – gitara basowa
- Aleksi Munter – instrumenty klawiszowe
- Kai Hahto – perkusja